# Macromolecular Materials and Engineering
Macromolecular Materials and Engineering (abrégé en Macromol. Mater. Eng.) est une revue scientifique à comité de lecture. Ce mensuel publie des articles dans le domaine des  polymères.
D'après le Journal Citation Reports, le facteur d'impact de ce journal était de 2,781 en 2013. Actuellement, les directeurs de publication Markus Antonietti, David L. Kaplan, Shiro Kobayashi, Kurt Kremer, Timothy P. Lodge, Han E. H. Meijer, Rolf Mülhaupt, Thomas P. Russell, Anthony J. Ryan, João B. P. Soares, Hans W. Spiess, Nicola Tirelli, Gerhard Wegner et Chi Wusont.

## Histoire
Au cours de son histoire, le journal est paru sous différents noms :
- Die Angewandte Makromolekulare Chemie, 1967-1999  (ISSN 0003-3146)
- Macromolecular Materials and Engineering, 2000-en cours  (ISSN 1438-7492)